# Carnegie Medal
A Carnegie Medal (Medalha Carnegie) é um prêmio que elege a melhor obra literária para crianças e jovens e foi estabelecida no Reino Unido em 1936, em homenagem ao filantropo escocês Andrew Carnegie. 
Os livros indicados ao prêmio devem ser originalmente escritos em inglês e publicados no Reino Unido, no ano anterior. Os juízes são treze crianças bibliotecárias do Grupo de Bibliotecas Juvenis do CILIP, sendo a sigla CILIP referente ao Chartered Institute of Library and Information Professionals, ou em português Instituto Credenciado de Biblioteconomia e Profissionais da Informação.
Os livros indicados são lidos por estudantes de diversas escolas, que mandam feedbacks para os juízes. A premiação é anunciada no mês de julho do ano posterior à publicação e o(a) ganhador(a) recebe uma medalha de ouro e uma quantia equivalente a 500 libras esterlinas em livros, a serem doados a uma biblioteca escolar ou pública.
As regras originais diziam que um(a) autor(a) poderia ganhar a medalha somente uma vez. Posteriormente, essa regra foi alterada para permitir que trabalhos subsequentes do(a) mesmo(a) autor(a) pudessem ser incluídos para análise e consideração.
A CILIP também reconhece excelências em ilustração, com a Medalha Kate Greenaway.

## Lista de Ganhadores
Nota: Desde 2007 o ano se refere a quando foi concedida a medalha. Antes disso, o ano indica a data de publicação dos livros.
- 2017 - Ruta Sepetys, Salt to the Sea
- 2016 - Sarah Crossan, One
- 2015 - Tanya Landman, Buffalo Soldier
- 2014 - Kevin Brooks, The Bunker Diary
- 2013 - Sally Gardner, Maggot Moon
- 2012 - Patrick Ness, A Monster Calls
- 2011 - Patrick Ness, Monsters of Men
- 2010 - Neil Gaiman, The Graveyard Book
- 2009 - Siobhan Dowd, Bog Child
- 2008 - Philip Reeve, Here Lies Arthur
- 2007 - Meg Rosoff, Just in Case
- 2005 - Mal Peet, Tamar
- 2004 - Frank Cottrell Boyce, Millions
- 2003 - Jennifer Donnelly, A Gathering Light, Bloomsbury
- 2002 - Sharon Creech, Ruby Holler, Bloomsbury
- 2001 - Terry Pratchett, The Amazing Maurice and his Educated Rodents, Doubleday
- 2000 - Beverley Naidoo, The Other Side of Truth, Puffin
- 1999 - Aidan Chambers, Postcards from No Man's Land, Bodley Head Children's Books
- 1998 - David Almond, Skellig, Hodder
- 1997 - Tim Bowler, River Boy, OUP
- 1996 - Melvin Burgess, Junk, Andersen Press
- 1995 - Philip Pullman, His Dark Materials: Vol 1 Northern Lights, Scholastic
- 1994 - Theresa Breslin, Whispers in the Graveyard, Methuen
- 1993 - Robert Swindells, Stone Cold, H Hamilton
- 1992 - Anne Fine, Flour Babies, H Hamilton
- 1991 - Berlie Doherty, Dear Nobody, H Hamilton
- 1990 - Gillian Cross, Wolf, OUP
- 1989 - Anne Fine, Goggle-Eyes, H Hamilton
- 1988 - Geraldine McCaughrean, A Pack of Lies, OUP
- 1987 - Susan Price, The Ghost Drum, Faber
- 1986 - Berlie Doherty, Granny was a Buffer Girl, Methuen
- 1985 - Kevin Crossley-Holland, Storm, Heinemann
- 1984 - Margaret Mahy, The Changeover: A Supernatural Romance, Dent
- 1983 - Jan Mark, Handles, Kestrel
- 1982 - Margaret Mahy, The Haunting, Dent
- 1981 - Robert Westall, The Scarecrows, Chatto & Windus
- 1980 - Peter Dickinson, City of Gold, Gollancz
- 1979 - Peter Dickinson, Tulku, Gollancz
- 1978 - David Rees, The Exeter Blitz, H Hamilton
- 1977 - Gene Kemp, The Turbulent Term of Tyke Tiler, Faber
- 1976 - Jan Mark, Thunder and Lightnings, Kestrel
- 1975 - Robert Westall, The Machine Gunners, Macmillan
- 1974 - Mollie Hunter, The Stronghold, H Hamilton
- 1973 - Penelope Lively, The Ghost of Thomas Kempe, Heinemann
- 1972 - Richard Adams, Watership Down, Rex Collings
- 1971 - Ivan Southall, Josh, Angus & Robertson
- 1970 - Leon Garfield & Edward Blishen, ilustrações de Charles Keeping, The God Beneath the Sea, Longman
- 1969 - K. M. Peyton, The Edge of the Cloud, OUP
- 1968 - Rosemary Harris, The Moon in the Cloud, Faber
- 1967 - Alan Garner, The Owl Service, Collins
- 1966 - Nenhum livro foi considerado digno do prêmio neste ano.
- 1965 - Philip Turner, The Grange at High Force, OUP
- 1964 - Sheena Porter, Nordy Bank, OUP
- 1963 - Hester Burton, Time of Trial, OUP
- 1962 - Pauline Clarke, The Twelve and the Genii, Faber
- 1961 - Lucy M. Boston, A Stranger at Green Knowe, Faber
- 1960 - Dr I. W. Cornwall, The Making of Man, Phoenix House
- 1959 - Rosemary Sutcliff, The Lantern Bearers, OUP
- 1958 - Philippa Pearce, Tom's Midnight Garden, OUP
- 1957 - William Mayne, A Grass Rope, OUP
- 1956 - C. S. Lewis, The Last Battle, Bodley Head
- 1955 - Eleanor Farjeon, The Little Bookroom, OUP
- 1954 - Ronald Welch (Felton Ronald Oliver), Knight Crusader, OUP
- 1953 - Edward Osmond, A Valley Grows Up
- 1952 - Mary Norton, The Borrowers, Dent
- 1951 - Cynthia Harnett, The Wool-Pack, Methuen
- 1950 - Elfrida Vipont Foulds, The Lark on the Wing, OUP
- 1949 - Agnes Allen, The Story of Your Home, Faber
- 1948 - Richard Armstrong, Sea Change, Dent
- 1947 - Walter De La Mare, Collected Stories for Children
- 1946 - Elizabeth Goudge, The Little White Horse, University of London Press
- 1945 - Nenhum livro foi considerado digno do prêmio neste ano.
- 1944 - Eric Linklater, The Wind on the Moon, Macmillan
- 1943 - Nenhum livro foi considerado digno do prêmio neste ano.
- 1942 - 'B.B.' (D. J. Watkins-Pitchford), The Little Grey Men, Eyre & Spottiswoode
- 1941 - Mary Treadgold, We Couldn't Leave Dinah, Cape
- 1940 - Kitty Barne, Visitors from London, Dent
- 1939 - Eleanor Doorly, Radium Woman, Heinemann
- 1938 - Noel Streatfeild, The Circus is Coming, Dent
- 1937 - Eve Garnett, The Family from One End Street, Muller
- 1936 - Arthur Ransome, Pigeon Post, Cape